# 35394 Countbasie
35394 Countbasie è un asteroide della fascia principale. Scoperto nel 1997, presenta un'orbita caratterizzata da un semiasse maggiore pari a 2,7599074 au e da un'eccentricità di 0,2106237, inclinata di 9,93521° rispetto all'eclittica.
L'asteroide è dedicato al musicista jazz americano Count Basie.